# Мали Мраморани
Мали Мраморани (мкд. Мало Мраморани) су насеље у Северној Македонији, у средишњем делу државе. Мали Мраморани припадају општини Дољнени.

## Географија
Насеље Мали Мраморани је смештено у средишњем делу Северне Македоније. Од најближег већег града, Прилепа, насеље је удаљено 25 km северно.
Мали Мраморани се налазе у северном делу Пелагоније, највеће висоравни Северне Македоније. Насељски атар је у западном делу равничарски, без већих водотока, док се даље ка истоку издиже планина Трескавац. Надморска висина насеља је приближно 670 метара.
Клима у насељу је континентална.

## Становништво
По попису становништва из 2002. године, Мали Мраморани су имали 44 становника.
Претежно становништво у етнички Македонци (100%).
Већинска вероисповест у насељу је православље.